# Chuni Goswami
Chuni Goswami (Kishoreganj, India británica; 15 de enero de 1938 – Calcuta, India; 30 de abril de 2020) fue un futbolista y entrenador de fútbol de la India que jugaba en las posiciones de centrocampista y delantero.

## Carrera

### Club
Jugó toda su carrera con el Mohun Bagan AC de 1954 a 1968, con el que anotó 200 goles a pesar de que el Tottenham Hotspur estuvo interesado en contratarlo. Ganó seis títulos de la liga de Calcuta y cuatro copas nacionales.

### Selección nacional
Jugó para India de 1956 a 1964 anotando nueve goles en 30 partidos, ganó la medalla de oro en los Juegos Asiáticos de 1962 y finalista de la Copa Asiática 1964 además de la participación en los Juegos Olímpicos de Melbourne 1956 y Roma 1960.

### Entrenador
Dirigió a India de 1991 a 1992.

## Logros

### Club
Mohun Bagan
- Copa Durand: 1959, 1960, 1963, 1964, 1965
- IFA Shield: 1960, 1961, 1962, 1967
- Rovers Cup: 1966
- Liga de Calcuta: 1959, 1960, 1962, 1963, 1964, 1965[20]

### Selección nacional
- Asian Games : 1962[21]
- AFC Asian Cup : 1964[22]
- Torneo Merdeka : 1964[23]

### Estatal
Bengal
- Trofeo Santosh: 1955–56, 1958–59

### Individual
- Premio Mohun Bagan Ratna: 2001[26]

### Récords
- Goleador histórico de la Liga de Calcuta (145 goles)

## Estadísticas

### Partidos internacionales
| Año   | Partidos | Goles |
| ----- | -------- | ----- |
| 1958  | 5        | 2     |
| 1959  | 6        | 1     |
| 1960  | 3        | 0     |
| 1961  | 3        | 0     |
| 1962  | 5        | 3     |
| 1964  | 8        | 3     |
| Total | 30       | 9     |

### Goles internacionales
| Fecha      | SEde                               | Rival           | Resultado | Torneo                                   | Goles |
| ---------- | ---------------------------------- | --------------- | --------- | ---------------------------------------- | ----- |
| 26-5-1958  | Korakuen Velodrome, Tokio          | Birmania        | 3–2       | 1958 Asian Games                         | 1     |
| 30-5-1958  | Tokyo Football Stadium, Tokio      | Hong Kong       | 5–2       | 1958 Asian Games                         | 2     |
| 11-12-1959 | Maharaja's College Stadium, Cochín | Irán            | 3−1       | clasificación para la Copa Asiática 1960 | 1     |
| 28-8-1962  | Senayan Stadium, Yakarta           | Tailandia       | 4–1       | 1962 Asian Games                         | 1     |
| 1-9-1962   | Senayan Stadium, Yakarta           | Vietnam del Sur | 3–2       | 1962 Asian Games                         | 2     |
| 2-6-1964   | Bloomfield Stadium, Tel Aviv       | Hong Kong       | 3–1       | Copa Asiática 1964                       | 1     |
| 27-8-1964  | Kuala Lumpur, Malaya               | Camboya         | 4–0       | 1964 Merdeka Tournament                  | 1     |
| 29-8-1964  | Kuala Lumpur, Malaya               | Tailandia       | 2–1       | 1964 Merdeka Tournament                  | 1     |